# Bundeswehr-Heilfürsorgeverordnung
Die Bundeswehr-Heilfürsorgeverordnung (BwHFV) regelt die Gewährung der Heilfürsorge in Form der unentgeltlichen truppenärztlichen Versorgung, welcher der Erhaltung, Wiederherstellung und Verbesserung der Gesundheit der Soldaten der Bundeswehr dient.
Die unentgeltliche truppenärztliche Versorgung umfasst unter anderem die Verhütung und Früherkennung von Krankheiten, medizinische Vorsorgeleistungen, ambulante allgemeinmedizinische, fach- und zahnärztliche Untersuchungen und Behandlungen, Krankenhausbehandlungen, Palliativversorgung, Organspenden und andere Spenden, medizinische Rehabilitationsmaßnahmen, Heil- und Hilfsmittel, Arzneimittel und Medizinprodukte, Sehhilfen, häusliche Krankenpflege, Familien- und Haushaltshilfe, Soziotherapie, Behandlungen während eines dienstlich angeordneten oder privaten Aufenthaltes im Ausland, Krankentransporte und Reiseauslagen, Verpflegungsgeld bei stationären Krankenhausbehandlungen, Rehabilitationsmaßnahmen und Vorsorgeleistungen sowie bei Unterbringung in einem Pflegeheim, Leistungen bei Schwangerschaft, Mutterschaft und Pflegebedürftigkeit, künstliche Befruchtungen und Behandlungen in Notfällen.
Verzichtet der Soldat auf eigene Veranlassung auf die unentgeltliche truppenärztliche Versorgung, werden ihm die Kosten dafür nur in Notfällen erstattet. Leistungen der unentgeltlichen truppenärztlichen Versorgung werden grundsätzlich als Sach- oder Dienstleistungen gewährt. Kann der Anspruch auf unentgeltliche truppenärztliche Versorgung nicht durch medizinische Einrichtungen der Bundeswehr erfüllt werden, so können Soldaten Leistungserbringer außerhalb der Bundeswehr in Anspruch nehmen, sofern ein Notfall vorliegt oder dies von (Zahn-)Ärzten der Bundeswehr veranlasst wurde.

## Gliederung
- Kapitel 1: Allgemeines
- Kapitel 2: Leistungen der unentgeltlichen truppenärztlichen Versorgung
- Kapitel 3: Schlussvorschriften

## Geschichte
Vorgänger war die Allgemeine Verwaltungsvorschrift zu § 69 Abs. 2 Bundesbesoldungsgesetz.